# Norma Stitz
Norma Stitz (* 26. Dezember 1958 in Atlanta, Georgia als Anna Hawkins-Turner) ist eine US-amerikanische Pornodarstellerin.

## Leben
Der Künstlername Norma Stitz ist ein Wortspiel mit dem englischen Ausdruck „enormous tits“, zu Deutsch „enorme Titten“.
Tatsächlich nennt das Guinness-Buch der Rekorde sie in seiner 1999er Ausgabe als Frau mit dem größten natürlichen Busen der Welt sowie auch als Besitzerin des weltgrößten Büstenhalters. Ihre Unterbrustweite beträgt 142 Zentimeter bei einem Brustumfang von 203 Zentimetern. Die Körbchengröße ihrer Büstenhalter beträgt „ZZZ“.
Norma Stitz alias Turner berichtet in Interviews, dass mit Beginn der Pubertät ihr Busen schneller wuchs als der anderer Mädchen und zu ihrer Schulzeit schon größer war als der ihrer Klassenkameradinnen. Sie konnte auch nicht wie andere Mitschülerinnen an der Schulbank sitzen, da ihr Busen gegen die Schulbank drückte. Nach der Schulzeit besuchte sie die Jackson State University, wo sie den Titel eines Bachelor of Social Works erwarb. In den frühen 1990er Jahren begann sie, Fotos von sich an Agenturen zu senden. 1994 wurden das erste Mal Nacktfotografien von ihr veröffentlicht. Sie verdient seitdem ihren Lebensunterhalt damit. 2003 erhielt sie den Adult Video Nudes Award.

## Auszeichnungen
- 1999 – The Guinness Book of World Records nennt sie als Besitzerin der weltgrößten Brüste
- 2003 – AVN Awards – Adult Video Nudes Award (The Amazing Norma Stitz)

## Veröffentlichungen
- Plumpers & Big Women (April 1994; Juli 1994; August 1994)
- Busty Beauties (November 1994)
- Gent (März 1994; April 1994; Juni 1994; Ferienausgabe 1994)
- Hustler Busty Beauties (März 1995)
- Honor Mention Dimension (Ausgabe 59)
- Juggs (1994–99; 2001; 2002; Dezember 2003; Januar 2004)
- Big Black Butt (April 2004)

## Filmografie (Auswahl)
- Norma's First Home Video #1
- Norma Stitz Swings to the Beat #13
- Norma Stitz and Her Bra #14
- Norma Stitz the Giant #24
- Norma Stitz wakes up wet and ready #27
- Norma Stitz smokes; Norma Stitz @ 295 lbs. #33
- Norma Stitz /Japan/ Guinness Books of Records #36
- Norma Stitz the unusual maid #39